# Gharghoda
Gharghoda é uma cidade e uma nagar panchayat no distrito de Raigarh, no estado indiano de Chhattisgarh.

## Geografia
Gharghoda está localizada a 22° 10′ N, 83° 21′ L. Tem uma altitude média de 258 metros (846 pés).

## Demografia
Segundo o censo de 2001, Gharghoda tinha uma população de 8103 habitantes. Os indivíduos do sexo masculino constituem 50% da população e os do sexo feminino 50%. Gharghoda tem uma taxa de literacia de 65%, superior à média nacional de 59,5%: a literacia no sexo masculino é de 76% e no sexo feminino é de 54%. Em Gharghoda, 14% da população está abaixo dos 6 anos de idade.